# Tibbleby
Tibbleby, även Tibble, Skogs-Tibble, är en kyrkort i Skogs-Tibble socken i sydvästra delen av Uppsala kommun, Uppland.
Byn, som ligger i anslutning till Skogs-Tibble kyrka, består av enfamiljshus samt bondgårdar och genomkorsas av länsväg C 575. Närmaste vattendrag är Sävaån som flyter mot sydost till Lårstaviken. I anslutning till byn finns Skogstibble skjutfält som tillhör Ledningsregementet (LedR) i Enköping.
Murre från Skogstibble är en av karaktärerna i böckerna om Pelle Svanslös.

## Bildgalleri

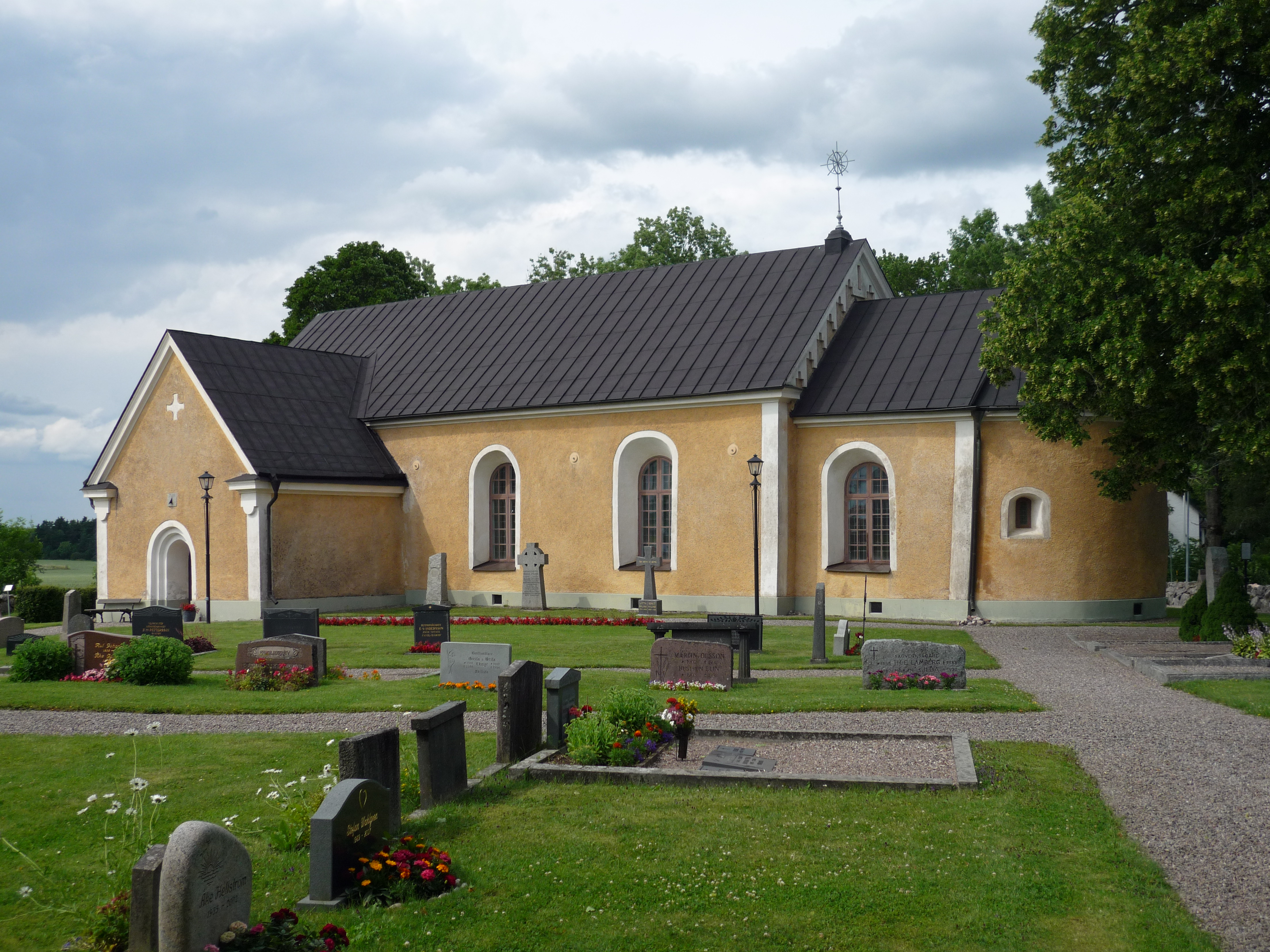
Skogs-Tibble kyrka
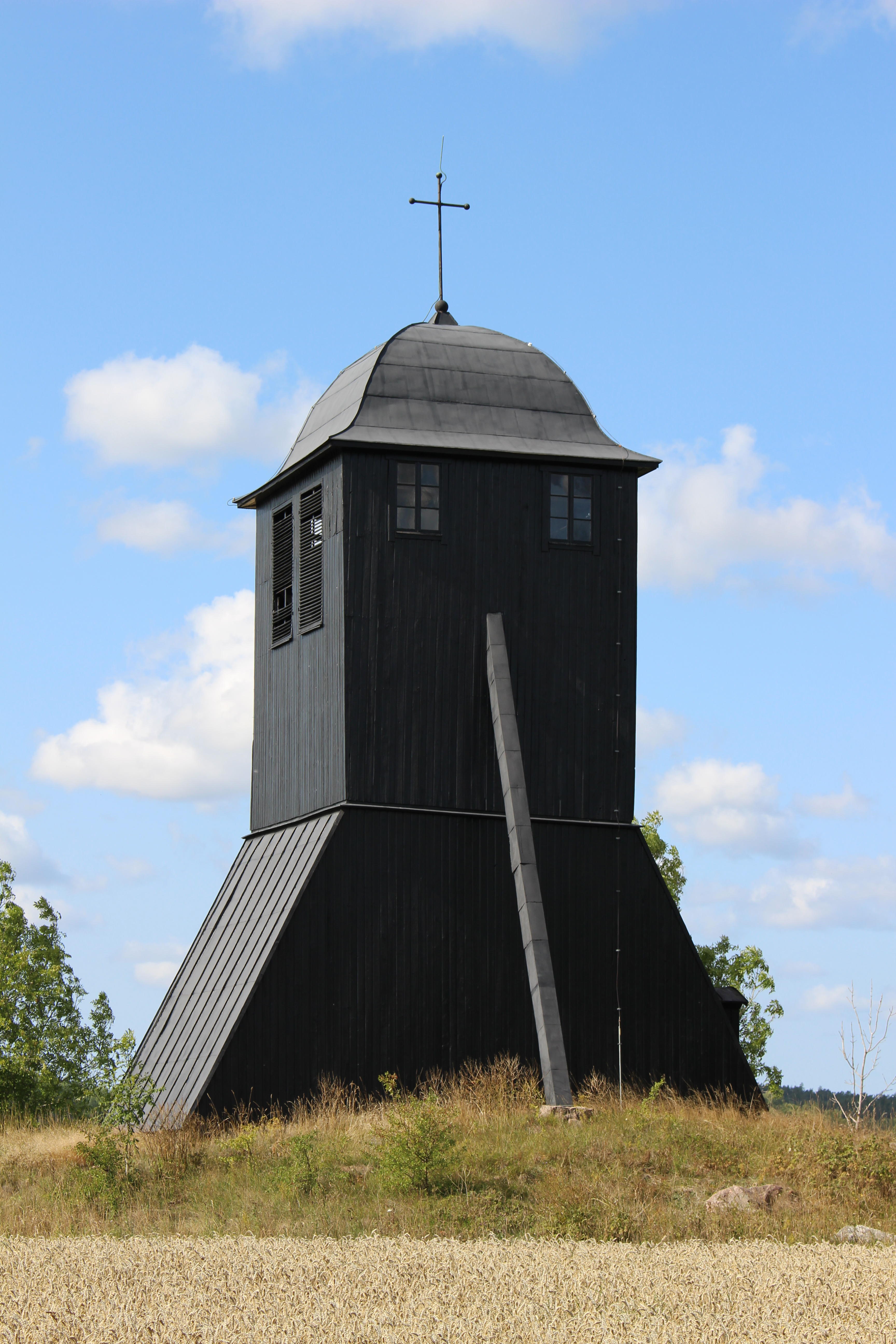
Klockstapel söder om kyrkan
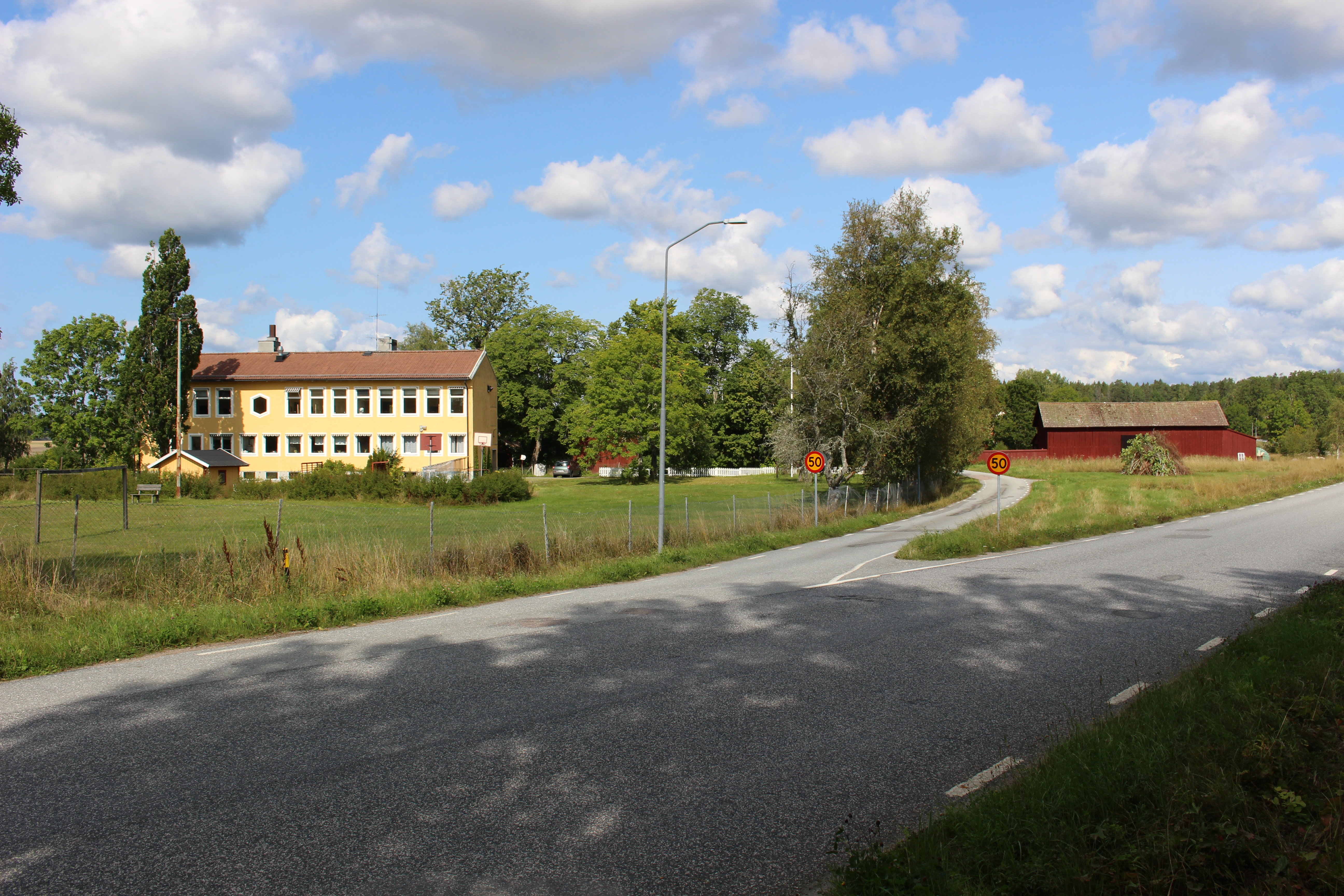
Vägskäl
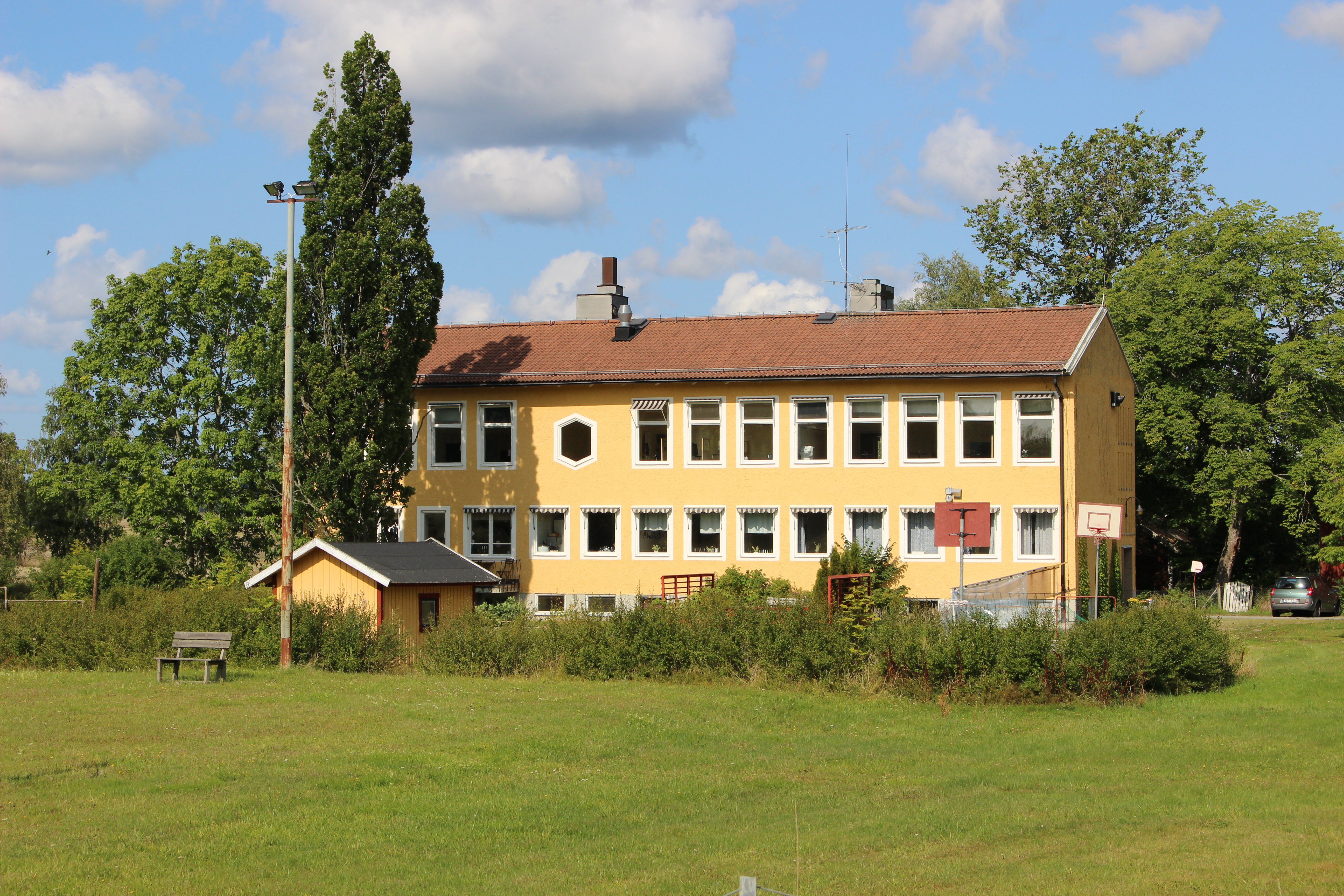
Skogs-Tibble skola
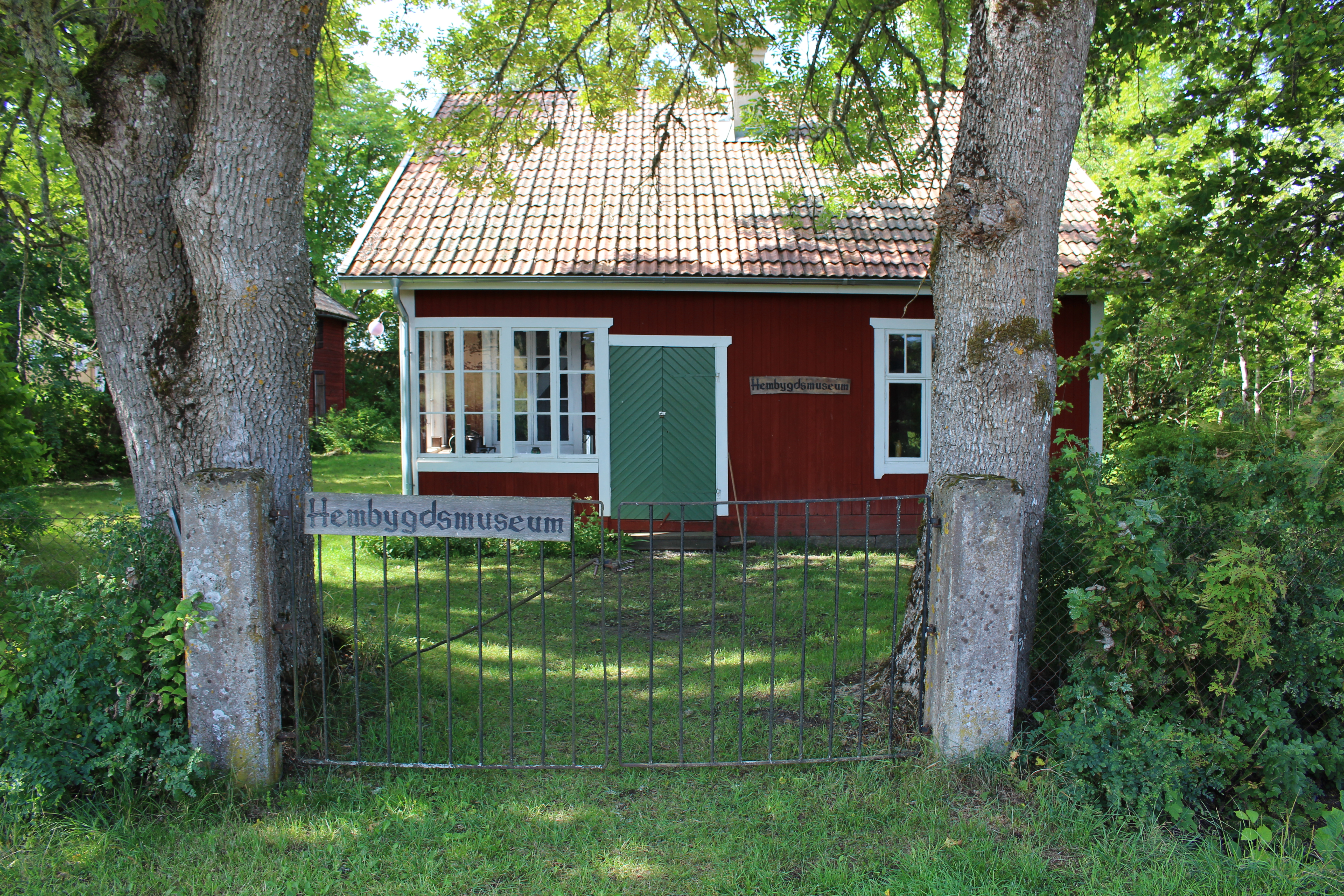
Hembygdsmuseum
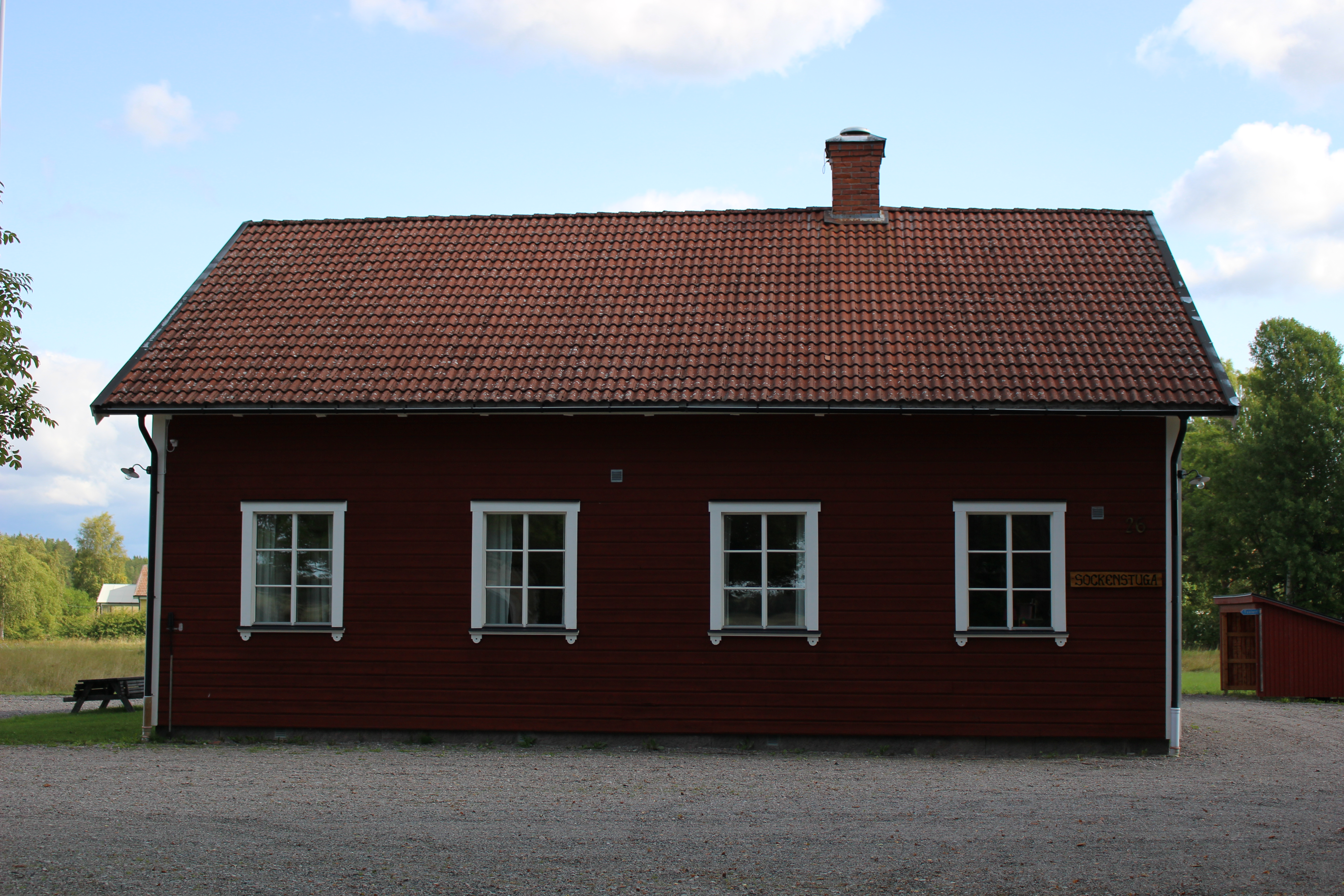
Sockenstuga